# Toy District
Il Toy District è un distretto che si trova nella parte est della Downtown di Los Angeles. È approssimativamente delimitato dalla Los Angeles Street ad ovest, Dalla Third e dalla Fifth Street a nord ed a sud e si estende verso est fino a San Pedro Street.
Il Toy District emerse negli anni settanta del XX secolo. Nel quartiere sono presenti diversi negozi al dettaglio specializzati nella vendita di gadget elettronici importati principalmente dalla Cina.